# Třída Hajabusa
Třída Hajabusa je třída hlídkových lodí pro všeobecné účely Japonských námořních sil sebeobrany. Slouží především k pobřežní obraně. Třídu tvoří celkem šest jednotek postavených v letech 2000–2004. Všechny jsou stále v aktivní službě.

## Stavba
Celá třída byla objednána jako náhrada raketových člunů třídy PG 1. Celkem bylo postaveno šest jednotek této třídy. Do služby byly zařazeny v letech 2002–2004.
Jednotky třídy Hajabusa:
| Jméno             | Zahájení stavby   | Spuštěna        | Vstup do služby | Status  |
| ----------------- | ----------------- | --------------- | --------------- | ------- |
| Hajabusa (PG-824) | 9. listopadu 2000 | 13. června 2001 | 25. března 2002 | aktivní |
| Wakataka (PG-825) | 9. listopadu 2000 | 13. září 2001   | 25. března 2002 | aktivní |
| Ótaka (PG-826)    | 2. října 2001     | 13. května 2002 | 24. března 2003 | aktivní |
| Kumataka (PG-827) | 2. října 2001     | 2. srpna 2002   | 24. března 2003 | aktivní |
| Umitaka (PG-828)  | 4. října 2002     | 21. května 2003 | 24. března 2004 | aktivní |
| Širitaka (PG-829) | 4. října 2002     | 8. srpna 2003   | 24. března 2004 | aktivní |

## Odkazy

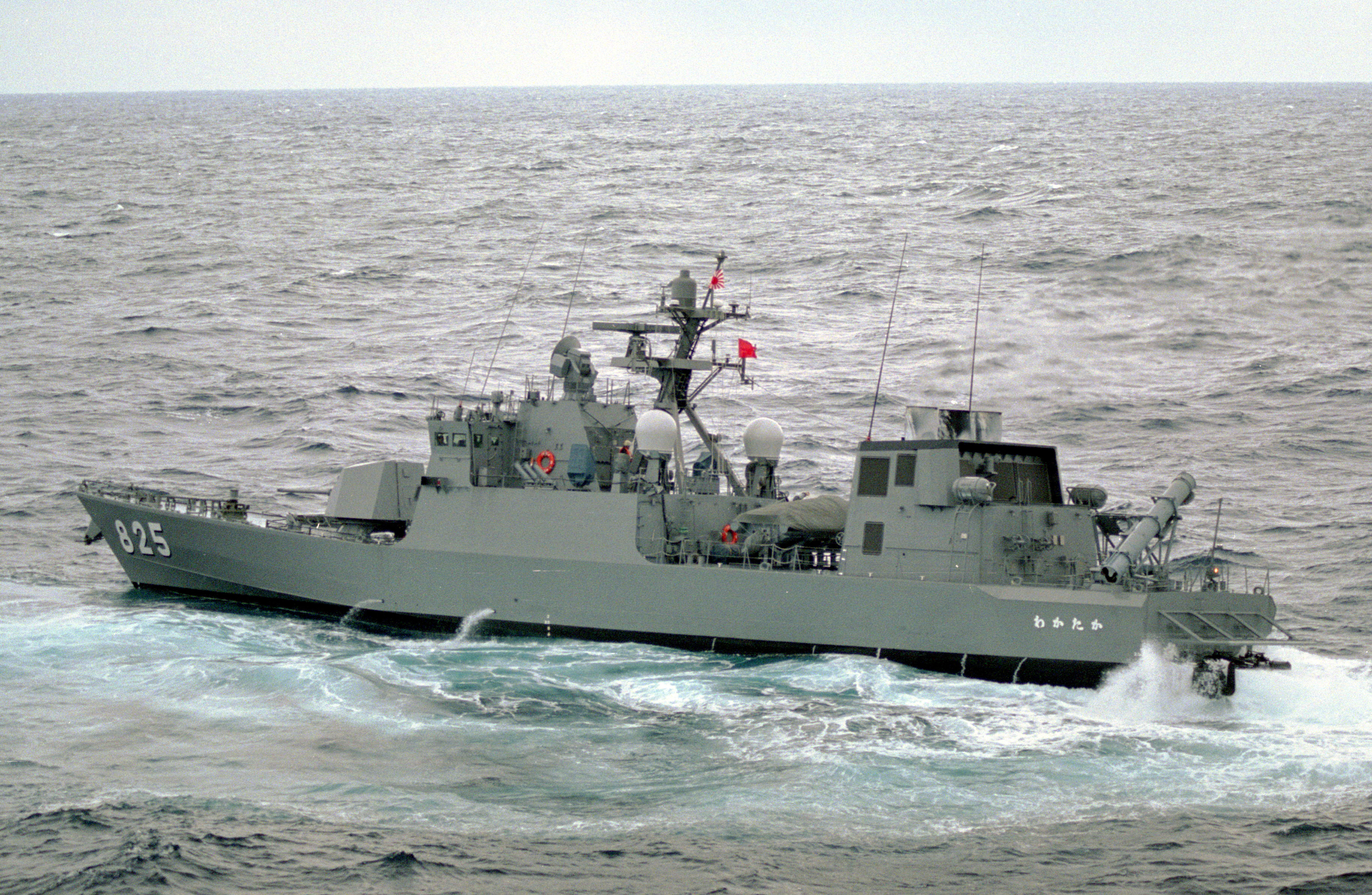
Wakataka (PG-825)

## Konstrukce

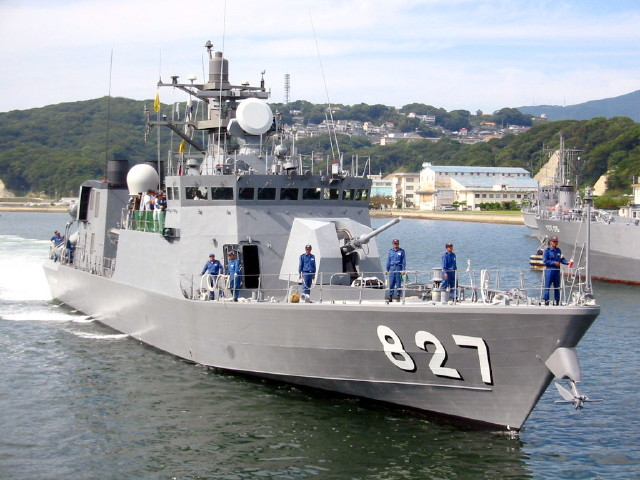
Kumataka (PG-827)

Trup člunů je z oceli. Nástavby jsou tvarovány s ohledem na snížení radarového odrazu plavidel. Základní hlavňovou výzbroj tvoří jeden 76mm kanón OTO Melara Compact  v příďové dělové věži a dva 12,7mm kulomety M2. Údernou protilodní výzbroj představují čtyři japonské protilodní střely Mitsubishi SSM-1B s dosahem 200 km. Pohonný systém tvoří tři plynové turbíny General Electric LM2500 a vodní trysky. Nejvyšší rychlost dosahuje 44 uzlů.